# Лупинерија (Месина)
Лупинерија је насеље у Италији у округу Месина, региону Сицилија.
Према процени из 2011. у насељу је живело 47 становника. Насеље се налази на надморској висини од 678 м.